# سفارة دولة فلسطين لدى موزمبيق
سفارة دولة فلسطين لدى موزمبيق هي الممثلية الدبلوماسية العُليا لدولة فلسطين لدى موزمبيق. تقع السفارة في مابوتو.